# 迪蘭·卡爾森
迪蘭·詹姆斯·卡爾森（英語：Dylan James Carlson，1998年10月23日—），為美國職棒大聯盟的外野手，目前效力於巴爾的摩金鶯。他先前曾效力於紅雀與光芒兩隊。

## 職業生涯

### 聖路易紅雀

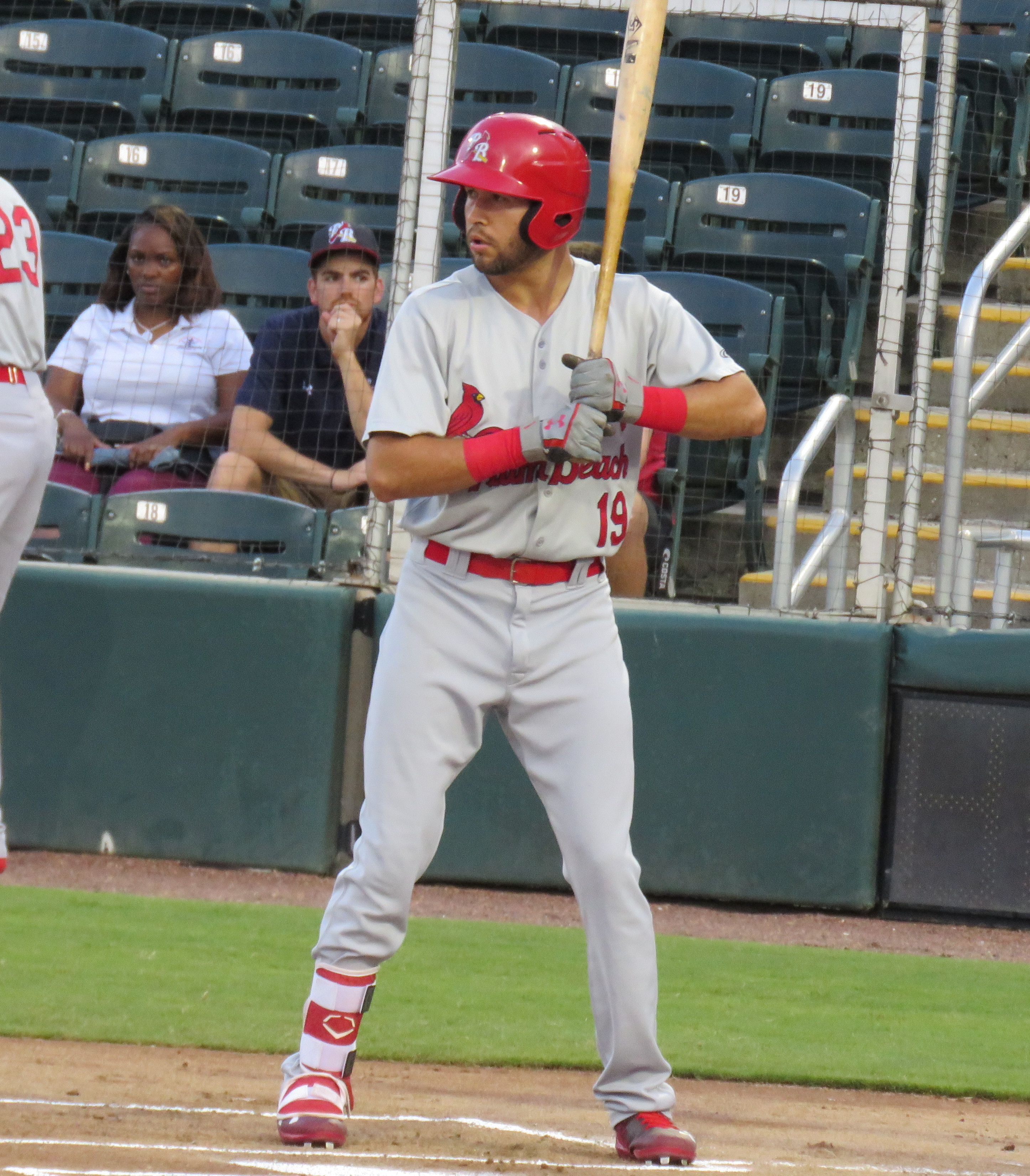
2018年的卡爾森

2016年美國職棒大聯盟選秀，卡爾森在首輪第33順位被紅雀選中。
2020年8月15日，卡爾森登上大聯盟。他在8月23日敲出大聯盟首轟，整季他的打擊率為2成，並敲出3轟與16分打點。
2021年，卡爾森成為球隊的先發中外野手。他在4月7日敲出生涯首發滿貫砲，整季他的打擊率為2成66，並敲出18轟與65分打點。最後他在新人王票選上拿下第三名。

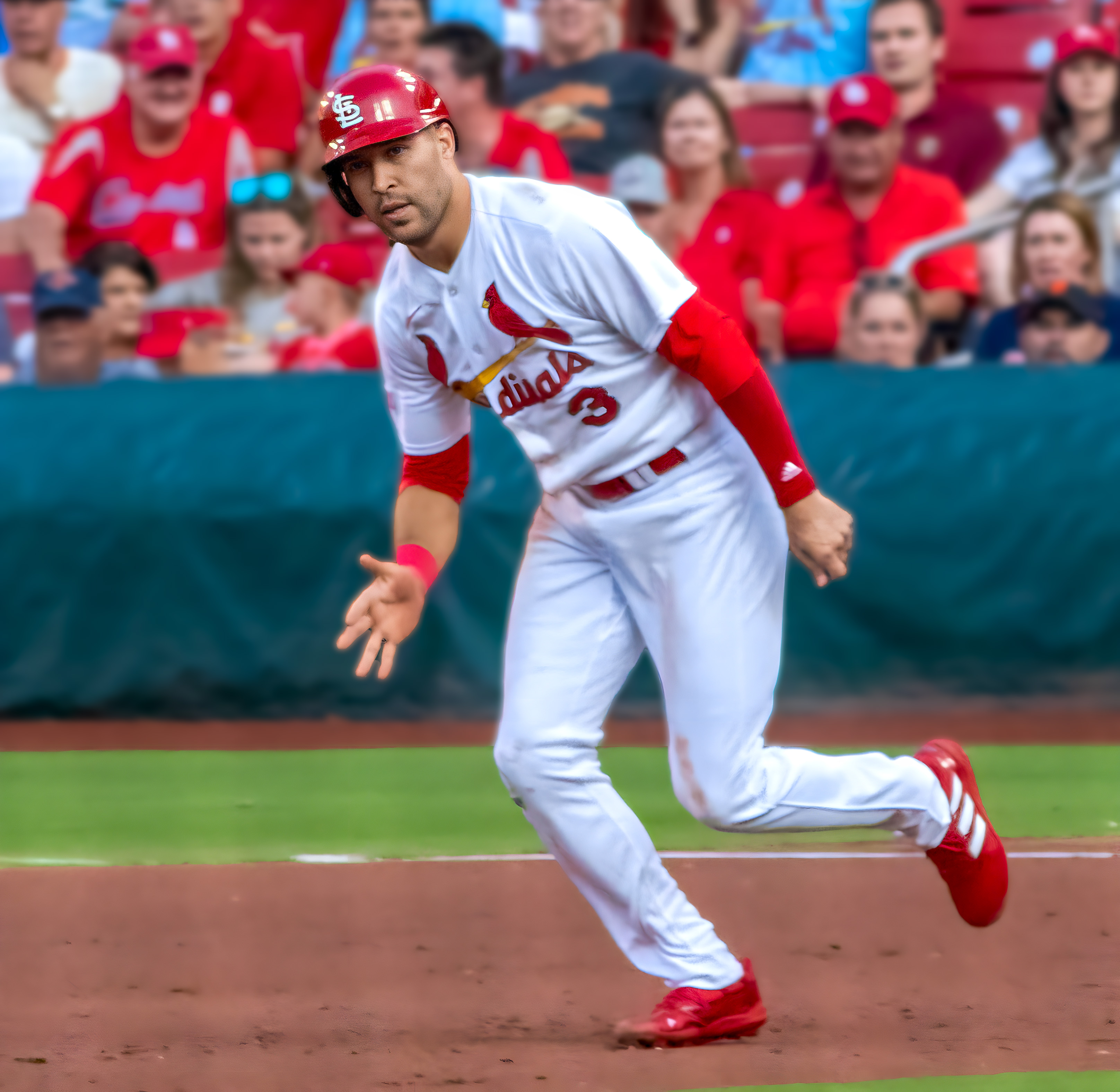
2023年的卡爾森

2022年，卡爾森成為了右外野手。7月2日，他參與了大聯盟史上第11次的連四棒開轟紀錄。當時他棒打了費城人的先發凱爾·吉卜森，成為單局第四位(而且連續)開轟的打者。整季他的打擊率為2成36，並敲出8轟與42分打點。
2023年，卡爾森的打擊率為2成19，並敲出5轟與27分打點。他不僅整體攻擊數據出現明顯下滑，他還在8月中出現左斜肌和左腳踝傷勢，導致球季報銷。
2024年，卡爾森在春訓時為了接球與隊友Jordan Walker發生碰撞，這導致他錯過開季。最後他整季僅留下1成98的打擊率，並打回11分打點。

### 坦帕灣光芒
2024年7月30日，紅雀將卡爾森交易到光芒，換來Shawn Armstrong。他在光芒繳出2成19的打擊率，並敲出3轟與14分打點。球季結束後，他成為自由球員。

### 巴爾的摩金鶯
2025年1月27日，卡爾森與金鶯簽下一年97萬5000美元的合約。而他開季從3A出發。

## 個人生活
卡爾森的弟弟坦納就讀於德克薩斯大學奧斯汀分校，他也是該校棒球隊的成員。

## 外部連結
- 球員資訊和成績在MLB，ESPN，Baseball-Reference，Fangraphs（英文）